# Michał Nawka
Michał Nawka (22. listopadu 1885 Radwor – 16. března 1968 Budyšín) byl lužickosrbský spisovatel, básník, publicista, překladatel a učitel. Věnoval se též organizační činnosti v rámci lužickosrbských spolků, skládání duchovních písní a sběru lidové slovesnosti, byl jedním ze zakladatelů národní a kulturní instituce Domowina. Z literární tvorby Michała Nawky jsou známé především básně a říkanky pro děti.

## Životopis
Michał Nawka se narodil 22. listopadu 1885 v obci Radibor (hornolužickosrbsky Radwor, ve středověku Ratibor) v nynějším saském zemském okrese Budyšín. V letech 1899 - 1905 studoval na katolickém učitelském semináři v Budyšíně, v době studií spolu s Francem Kralem vydával časopis pro děti "Zahrodka" (od roku 1906 vycházel pod názvem "Raj"). Jako osmnáctiletý se stal členem kulturní a vzdělávací instituce Lužických Srbů Matice srbské (Maćica Serbska). Od roku 1904 pracoval jako učitel v Žitavě, Hajnicích a posléze v Zdźěru. V roce 1908 se vrátil do rodného Radworu, kde působil jako učitel až do roku 1937. V červenci 1908 se Michał Nawka oženil s Hanou Andrickec, s níž měl posléze 13 dětí.
Michał Nawka se kromě učitelské práce věnoval také novinářské a osvětové činnosti a v neposlední řadě i hudbě. V letech 1909 - 1910 pracoval jako redaktor "Serbskeho hospodarja" a v letech 1928 - 1932 redigoval "Sokołske listy". Působil jako představitel česko-lužického přátelství. V roce 1930 byl pozván do České Lípy, kde pro místní učitele vedl jazykové kurzy lužické srbštiny. Na paměť jeho působení v severních Čechách byla v roce 1945 přejmenována českolipská Guttenbergova ulice (Guttenbergstraße) ve vilové čtvrti mezi ulicemi Děčinskou (dříve Dolnolibchavská) a Pod Holým vrchem na ulici Nawkovu. Po roce 1948 byla tato ulice přejmenována na Jugoslávskou, avšak jíž v roce 1952 jí byl vrácen název Nawkova. Jednalo se o jedinou českolipskou ulici, pojmenovanou po žijící osobě.
Dlouhodobě působil v tělovýchovné organizaci Serbski Sokoł, v roce 1920 se dokonce zúčastnil VII. Všesokolského sletu v Praze. Byl jedním ze zakladatelů Domowiny, která vznikla v říjnu roku 1912. V Radworu se aktivně věnoval také sborovému zpěvu, místní pěvecký sbor vedl až do roku 1937, zároveň již od roku 1923 organizoval činnost Svazu srbských pěveckých spolků (Zwjazk serbskich spěwnych towarstwow).
Po nástupu fašismu v Německu začalo pronásledování Lužických Srbů a potlačování jejich kulturního a společenského života. V roce 1934 byl Nawka poslán do města Chemnitz, kde pracoval jako učitel až do roku 1945. Po skončení druhé světové války se Michał Nawka vrátil do Budyšína. Působil jako pedagog v Budyšíně a v Radworu a v letech 1949 - 1955 přednášel lužickosrbské jazyky na univerzitě v Lipsku. V letech 1950 - 1960 redigoval hornolužickosrbský časopis "Katolski Posoł". Michał Nawka zemřel v Budyšíně 16. března 1968 a byl pohřben na místním Hřbitově svatého Michala, který je znám v hornolužickosrbštině jako Mikławšk.
Syn Michała Nawky Anton (20. září 1913 Radwor - 4. dubna 1998 Budyšín) pokračoval v naplňování odkazu svého otce jako spisovatel, překladatel, redaktor a učitel.

## Literární dílo
(názvy děl jsou uvedeny v originále)
- Zejler wosrjedź luda (sborník lidových písní, 1905)
- Rewizor (překlad z ruštiny, 1907)
- Baje, bajki a basnički (lidové bajky a říkanky, 1914)
- Přewodnik po serbšćinje (1920)
- Pokhěrluški ze serbskeho luda (1923)
- Na wsy – za wsu (čítanka pro děti, 1925)
- Zmysł našich słowow (1928)
- Raj rěče (1931)
- Pokiwy pyskej a pjeru (1936)
- Klepam, klepam pišćałku (výbor z autorových básní pro děti, 1957)
- Na běrnach (výbor z prózy, 1965)

## Michał Nawka a Československo
Aktivity Michała Nawky ve vztahu k Československu se neomezily pouze na kontakty mezi lužickosrbským Sokolem a Českou obcí sokolskou.

### Stopy v České Lípě
V roce 1930 přijel Michał Nawka na základě pozvání českých učitelů z inspektorátu menšinových škol do České Lípy, aby zde vedl kurzy lužické srbštiny. Během svého pobytu v České Lípě Michał Nawka představil svým posluchačům také zpěvník písní Lužických Srbů, který sám sestavil. Vzpomínka na působení Michały Nawky v České Lípě byla natolik silná, že hned v roce 1945 byla jedna z ulic v městské čtvrti Holý vrch nazvána jeho jménem. Zmíněná ulice si podržela svůj název dodnes.

## Galerie

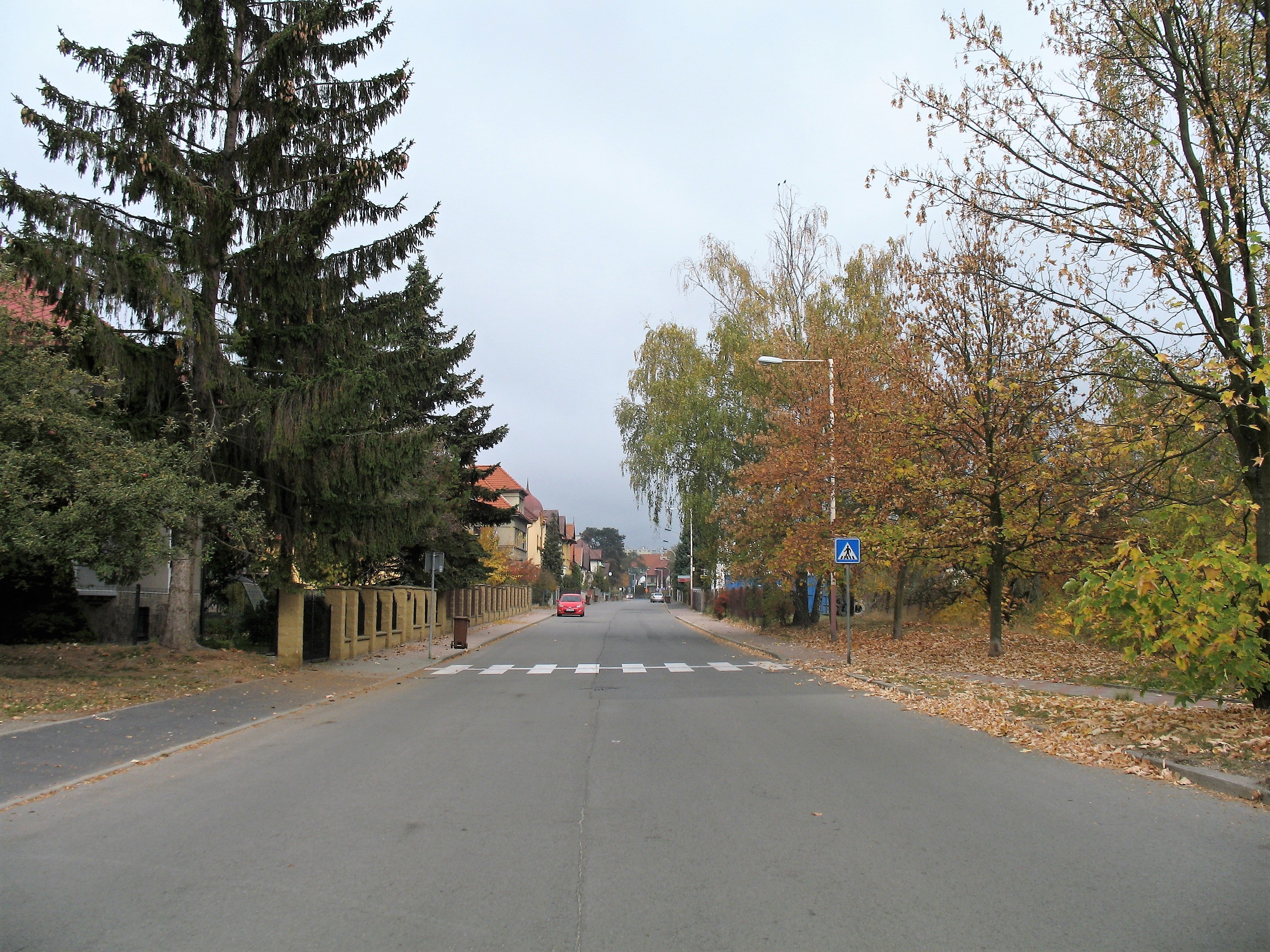
Nawkova ulice v České Lípě
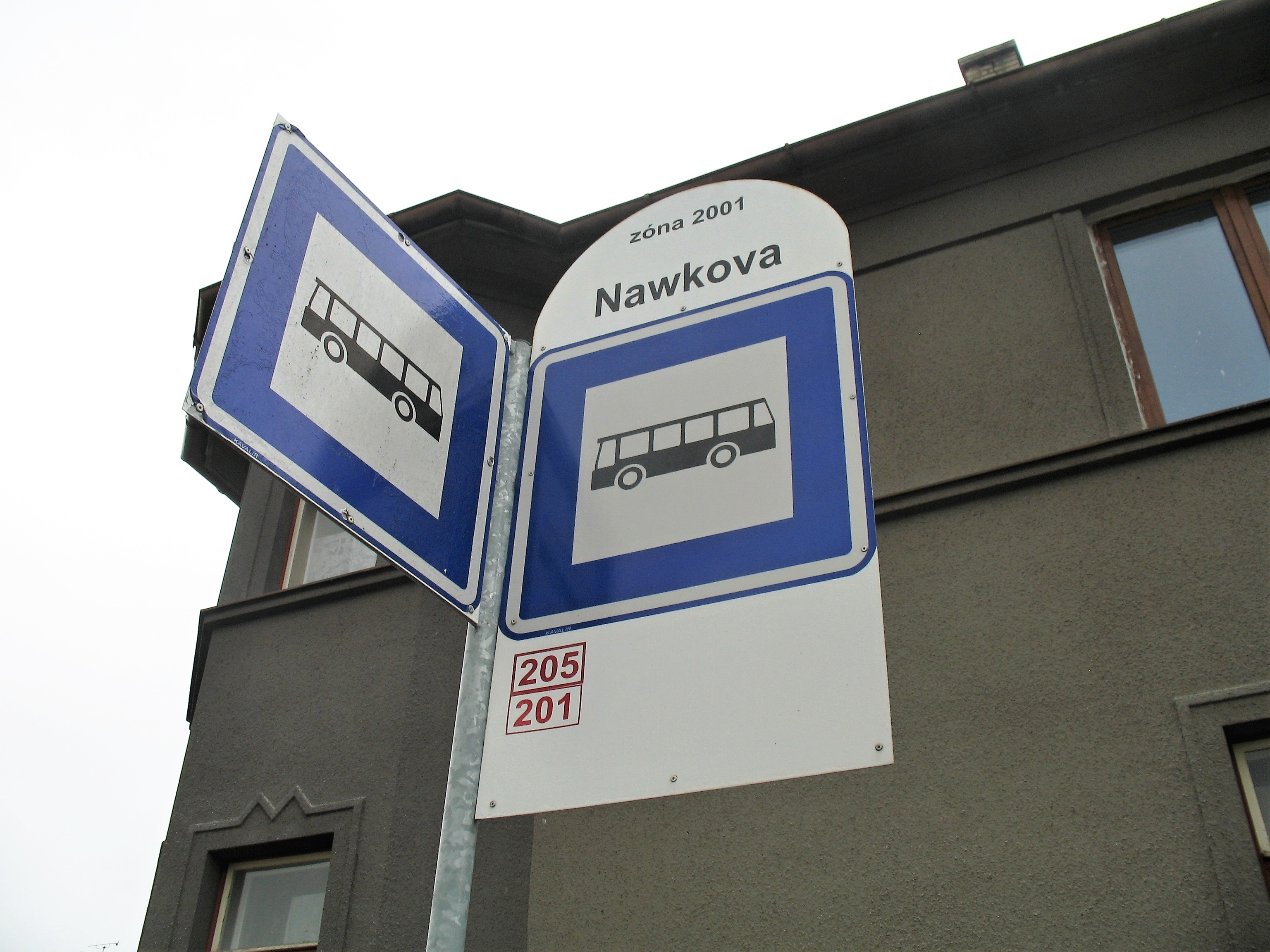
Zastávka autobusů MHD "Nawkova"
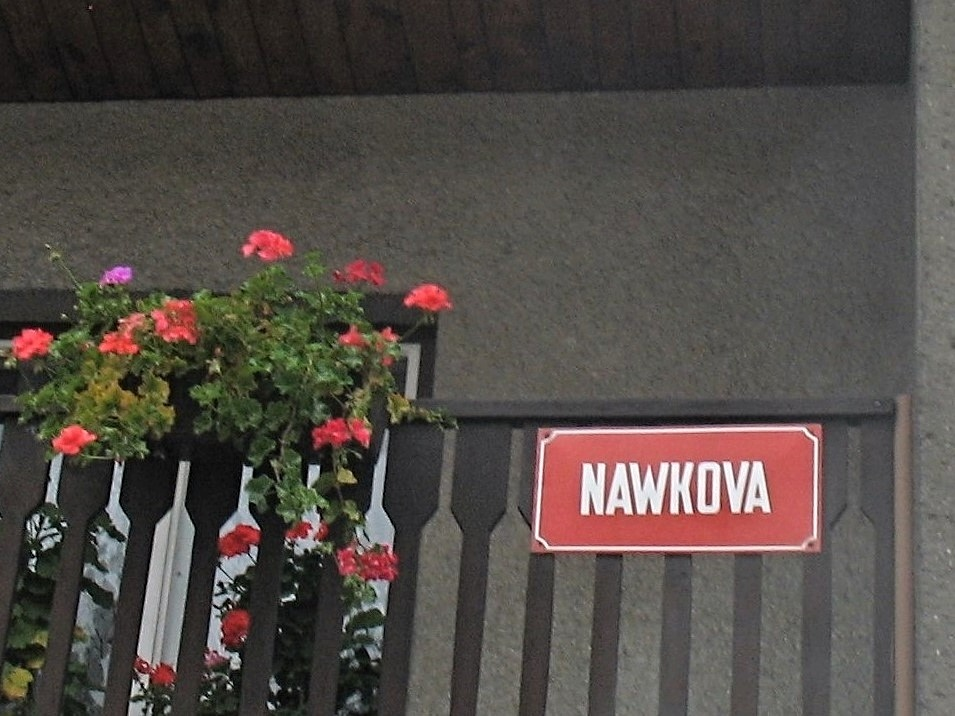
Cedule se jménem ulice
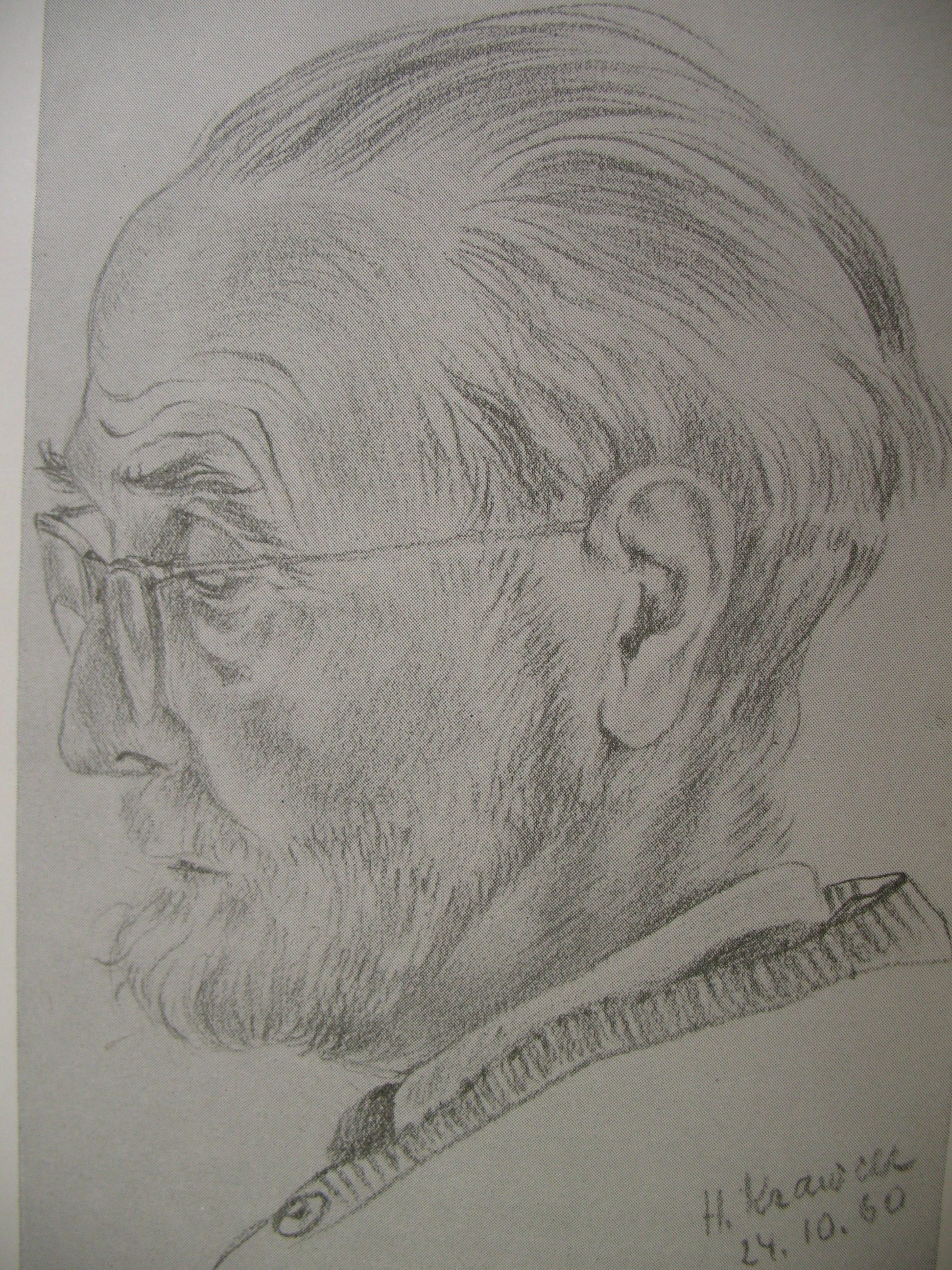
Michał Nawka na kresbě H. Krawcec (1960)
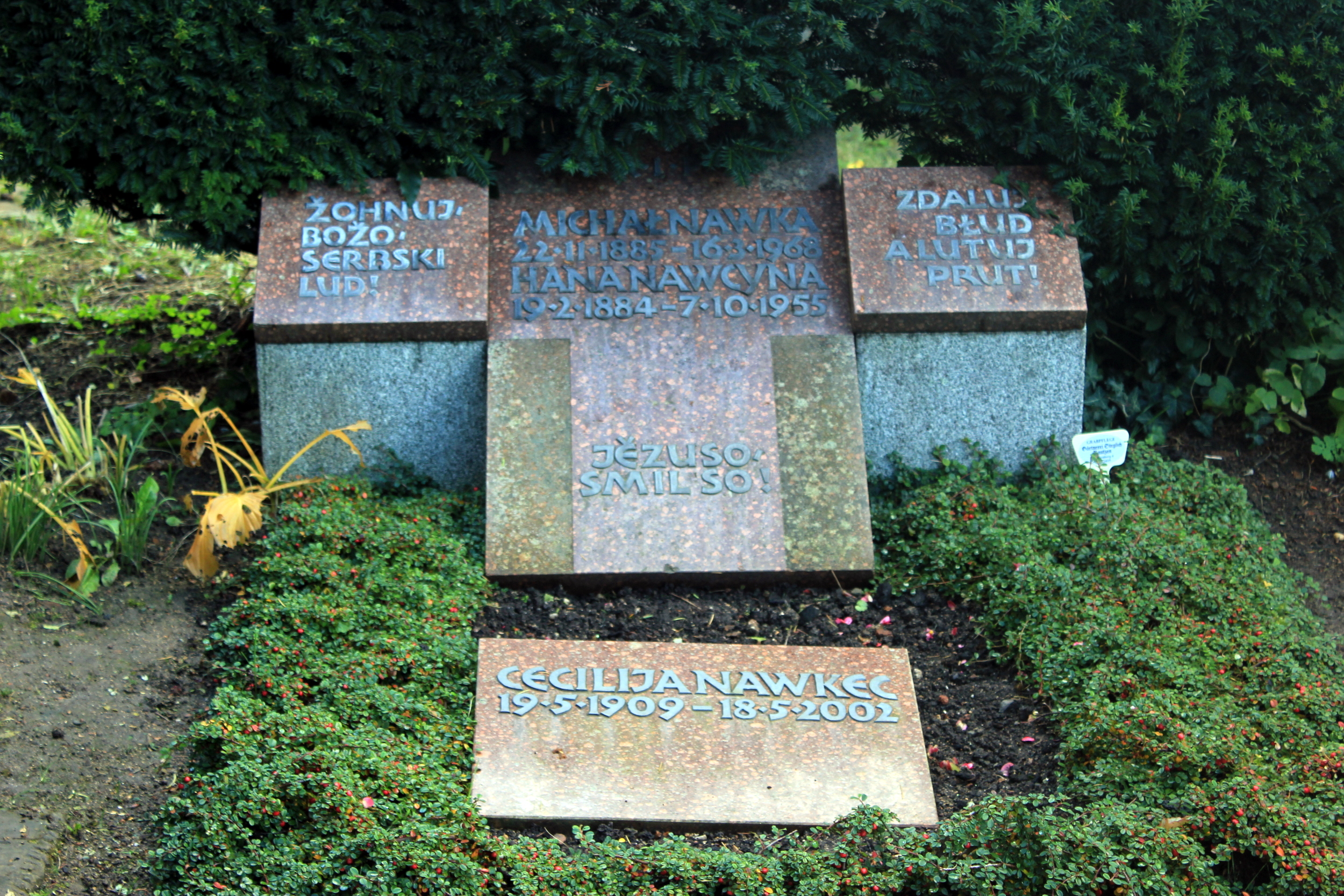
Hrob Hany a Michała Nawkových na Mikławšku
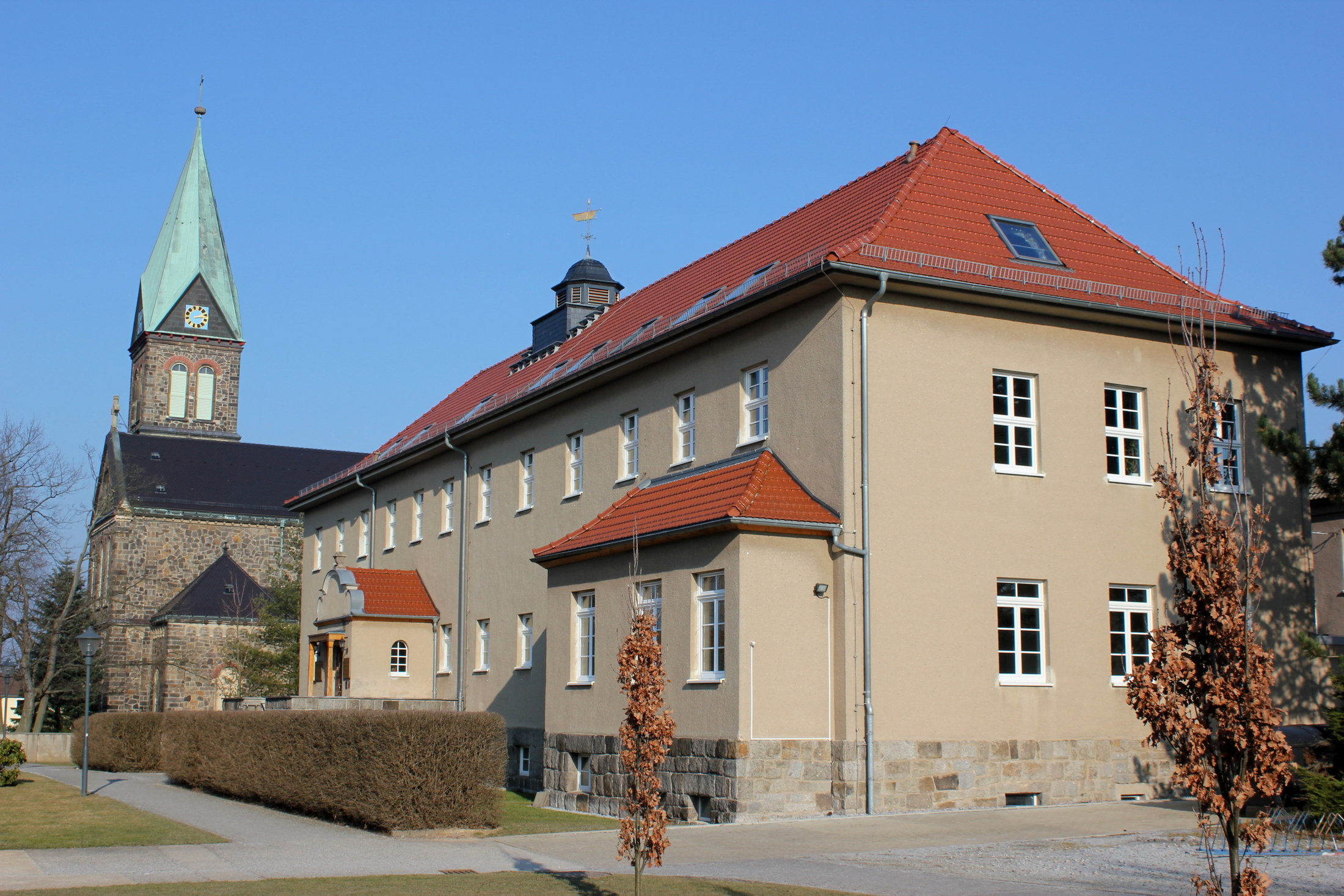
Srbská vyšší škola v Radworu